# Zaouia d’Ifrane

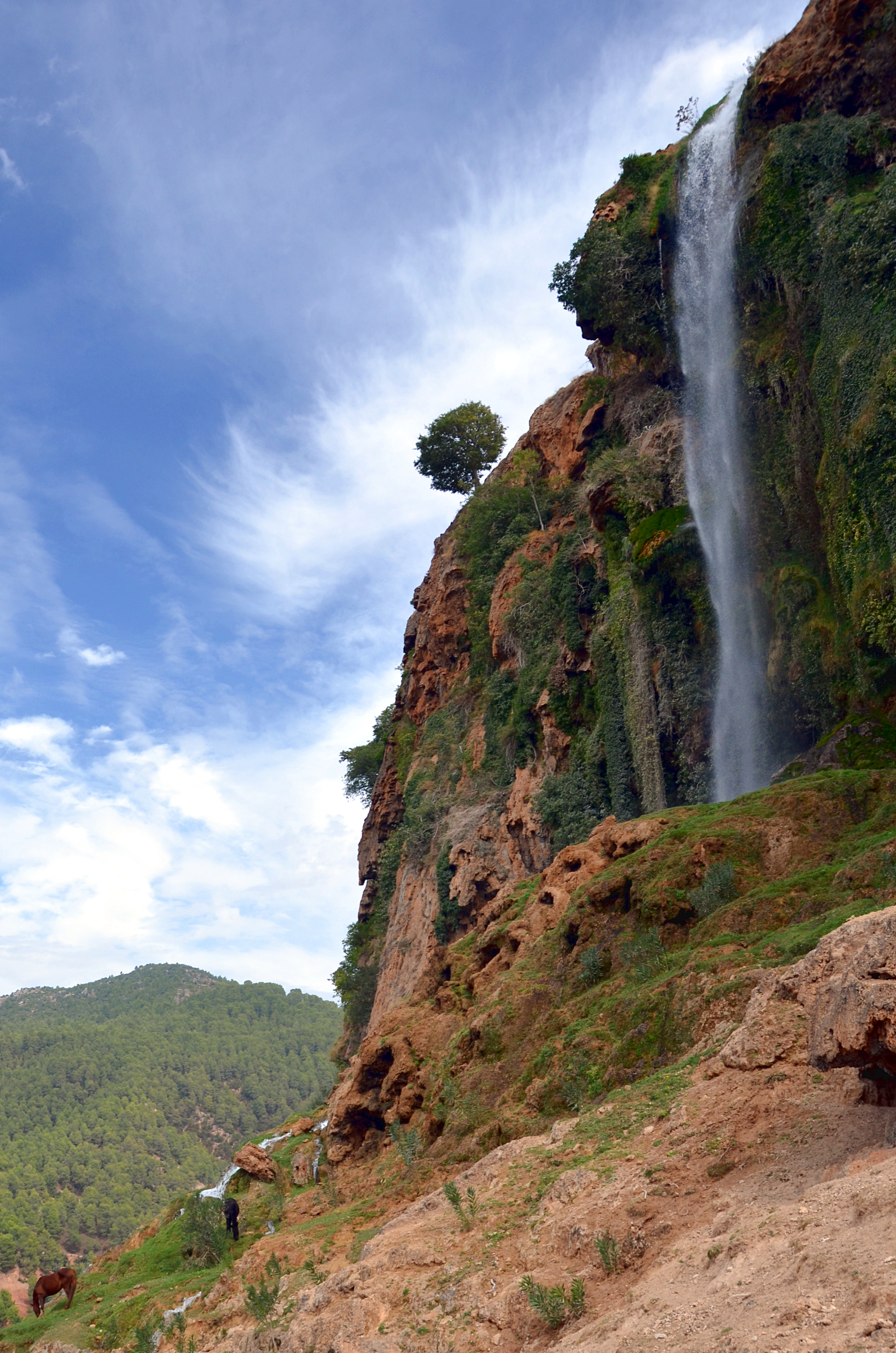
Wasserfall (cascade) bei Zaouia d’Ifrane

Der je nach Jahreszeit zwischen 1000 und 2000 Einwohner zählende Bergort Zaouia d’Ifrane liegt in der Provinz Ifrane in der Region Fès-Meknès und gehört zum Gemeindegebiet von Ifrane. Der Ort gilt als „schönstes Dorf“ Marokkos und hat seinen Namen von einer hier ansässigen Bruderschaft (zaouia) für den als heilig verehrten Sidi Mohammed Ou-Boubker.

## Lage
Der Ort Zaouia d’Ifrane liegt knapp 9 km (Fahrtstrecke) nördlich der Provinzhauptstadt Ifrane in den waldreichen Bergen des Mittleren Atlas; die Städte Azrou und Fès liegen etwa 29 km südwestlich bzw. 70 km nördlich. Am Ort vorbei fließt der Oued Ifrane, ein Nebenfluss des Oued Aïn Leuh, der seinerseits in den Oued Beht, einen Nebenfluss des Sebou, mündet.

## Bevölkerung
Die etwa 2000 Einwohner des Ortes sind in der Hauptsache berberischer Abstammung, doch haben auch mehrere wohlhabende Familien aus Fès und Meknès hier ein Domizil.

## Wirtschaft
Der idyllisch gelegene Ort mit seinen zahlreichen kleinen Hotels und Restaurants lebt in hohem Maße von marokkanischen Touristen, die sich vor allem in den heißen Sommermonaten gerne hierhin zurückziehen. Ansonsten bestimmen Bauern, Handwerker und Kleinhändler das wirtschaftliche Leben des Ortes.

## Geschichte
Zu den Berbergebieten Marokkos fehlen jegliche schriftliche Informationen; man kann jedoch davon ausgehen, dass die Region ursprünglich als sommerliches Weidegebiet für die Schaf- und Ziegenherden der Viehzüchter aus den tiefergelegenen und somit trockeneren Gebieten fungierte. Der Prozess der Sesshaftwerdung setzte wohl erst im 16. oder 17. Jahrhundert ein.

## Sehenswürdigkeiten
- Im Ort stehen noch einige der ehemals typischen eingeschossigen Häuser mit einem Fundament aus Feldsteinen und Wänden aus Stampflehm vermischt mit kleinen Steinen.
- Auch einige Höhlenwohnungen sind noch existent.
- Von einem Felsplateau oberhalb des Ortes stürzen nach länger anhaltenden oder heftigen Regenfällen ein oder mehrere Wasserfälle (cascades) vor einer ca. 100 m hoch aufragenden Felswand hinab.